# Eduard Krieger
Eduard Krieger (Viena, 16 de dezembro de 1946 – Viena, 20 de dezembro de 2019) foi um futebolista austríaco.

## Carreira
Eduard Krieger competiu na Copa do Mundo FIFA de 1978, sediada na Argentina, na qual a seleção de seu país terminou na sétima colocação dentre os dezesseis participantes.
Morreu no dia 20 de dezembro de 2019, aos 73 anos.